# Gouvernement Ouyahia I
République algérienne
Sifi II Ouyahia II
Le Premier gouvernement d'Ahmed Ouyahia était le gouvernement algérien en fonction du 5 janvier 1996 au  24 juin 1997
Ahmed Ouyahia est nommé le 31 décembre 1995 alors que les membres du gouvernement le 5 janvier 1996. Le premier ministre démissionne le 10 juin 1997, lui et son gouvernement continuent à gérer les affaires courantes jusqu'à la nomination du nouveau gouvernement.

## Composition
| Portefeuille | Ministre                                                                  |
| --- | ------------------------------------------------------------------------- |
| Chef du gouvernement                                                                                              | Ahmed Ouyahia                                                             |
| Ministre d'État à la présidence de la République                                                                  | Mokdad Sifi                                                               |
| Ministre des Affaires étrangères                                                                                  | Ahmed Attaf                                                               |
| Ministre de la Justice                                                                                            | Mohamed Adami                                                             |
| Ministre de l’Intérieur, des Collectivités locales et de l’Environnement                                          | Mostefa Benmansour                                                        |
| Ministre des Finances                                                                                             | Ahmed Benbitour remplacé par Abdelkrim Harchaoui le 26 septembre 1996     |
| Ministre de l’Industrie et de la Restructuration                                                                  | Mourad Benachenhou remplacé par Abdeslam Bouchouareb le 26 septembre 1996 |
| Ministre de l’Énergie et des Mines                                                                                | Amar Makhloufi                                                            |
| Ministre des Moudjahidine                                                                                         | Said Abadou                                                               |
| Ministre de l’Éducation nationale                                                                                 | Slimane Cheikh                                                            |
| Ministre de la Communication et de la Culture                                                                     | Mihoubi El Mihoub                                                         |
| Ministre de l’Enseignement supérieur et de la Recherche scientifique                                              | Aboubakr Benbouzid                                                        |
| Ministre de l’Agriculture et de la Pêche                                                                          | Noureddine Bahbouh                                                        |
| Ministre de la Santé et de la Population                                                                          | Yahia Guidoum                                                             |
| Ministre du Travail, de la Protection sociale et de la Formation professionnelle                                  | Hacène Laskri                                                             |
| Ministre des Postes et Télécommunications                                                                         | Mohand Salah Youyou                                                       |
| Ministre des Affaires religieuses                                                                                 | Ahmed Merani                                                              |
| Ministre de l’Habitat                                                                                             | Kamel Hakimi                                                              |
| Ministre de l’Équipement et de l’Aménagement du territoire                                                        | Smaïn Dine                                                                |
| Ministre de la Jeunesse et des Sports                                                                             | Mouldi Aïssaoui                                                           |
| Ministre de la Petite et Moyenne entreprise                                                                       | Abdelkader Hamitou                                                        |
| Ministre du Commerce                                                                                              | Abdelkrim Harchaoui remplacé par Bekhti Belaib le 26 septembre 1996       |
| Ministre du Tourisme et de l’Artisanat                                                                            | Abdelaziz Benmhidi                                                        |
| Ministre des Transports                                                                                           | Essaid Bendakir                                                           |
| Ministre délégué auprès du ministre des Finances chargé du Budget                                                 | Ali Brahiti                                                               |
| Ministre délégué auprès du chef du gouvernement chargé de la Planification                                        | Ali Hamdi il est mis fin à ses fonctions le 4 février 1997                |
| Secrétaire d’État auprès du chef du gouvernement chargée de la Solidarité nationale et de la Famille              | Rabea Mechernane née Kerzabi                                              |
| Ministre délégué auprès du chef du gouvernement chargé de la Réforme administrative et de la Fonction publique    | Amer Harkat                                                               |
| Secrétaire d’État auprès du ministre des Affaires étrangères chargé de la Coopération et des Affaires maghrébines | Lahcène Moussaoui                                                         |
| Secrétaire d'État auprès du ministre des Affaires étrangères chargé de la Communauté nationale à l'étranger       | Tedjini Salaouandji                                                       |
| Secrétaire d'État auprès du ministre du Travail chargé de la Formation professionnelle                            | Tahar Kaci                                                                |
| Secrétaire d'État auprès du ministre de l’Agriculture chargé de la Pêche                                          | Bouguerra Soltani                                                         |
| Secrétaire d'État auprès du ministre de l’Intérieur chargé de l’Environnement                                     | Ahmed Noui                                                                |